# Liste der Nummer-eins-Hits in Österreich (2004)
Diese Liste enthält alle Nummer-eins-Hits in Österreich im Jahr 2004. Sie basiert auf den Top 75 der österreichischen Charts bei den Singles und bei den Alben. Es gab in diesem Jahr 13 Nummer-eins-Singles und 23 Nummer-eins-Alben.

## Singles
| ← 2003 ← | Liste der Nummer-eins-Hits in Österreich | Liste der Nummer-eins-Hits in Österreich | Liste der Nummer-eins-Hits in Österreich | 2005 →                    |
| \| Zeitraum \| Wo. ges. \| Interpret \| Titel Autor(en) \| Zusätzliche Informationen \| \| (Zeitraum, Wochen auf Platz eins, Interpret, Titel, Autor[en], zusätzliche Informationen) \| \| \| \| \| \| ----------------------------------------------------------------------------------------- \| -------- \| ------------------------------ \| ------------------------------------------------------------------------------------------------------------------------------------------------------------ \| ------------------------- \| \| 27. November 2003 – 24. Januar 2004 8 Wochen \| 8 \| Christina Stürmer \| Mama Ana Ahabak Musik: Alexander Kahr; Text: Robert Pfluger \| – \| \| 25. Januar 2004 – 21. Februar 2004 4 Wochen \| 4 \| The Black Eyed Peas \| Shut Up Jaime Luis Gomez, William Adams, George Pajon \| – \| \| 22. Februar 2004 – 28. Februar 2004 1 Woche (insgesamt 4) \| 4 \| Oomph! \| Augen auf! Musik: Maik Straatmann, Marek Vejvoda, Rene Bachmann, Thomas Döppner, Stephan Musiol; Text: Rene Bachmann, Thomas Döppner, Dero Goi, Oliver Woidt \| – \| \| 29. Februar 2004 – 6. März 2004 1 Woche \| 1 \| Verena \| Addiction \| – \| \| 7. März 2004 – 27. März 2004 3 Wochen (insgesamt 4) \| 4 \| Oomph! \| Augen auf! Musik: Maik Straatmann, Marek Vejvoda, Rene Bachmann, Thomas Döppner, Stephan Musiol; Text: Rene Bachmann, Thomas Döppner, Dero Goi, Oliver Woidt \| – \| \| 28. März 2004 – 1. Mai 2004 5 Wochen \| 5 \| Anastacia \| Left Outside Alone Anastacia L. Newkirk, Dallas L. Austin, Glen Ballard \| – \| \| 2. Mai 2004 – 8. Mai 2004 1 Woche \| 1 \| Usher feat. Ludacris & Lil Jon \| Yeah! James Elbert Phillips, La Marquis Jefferson, Jonathan H. Smith, Patrick Michael Smith, Christopher Brian Bridges, Sean Garrett \| – \| \| 9. Mai 2004 – 15. Mai 2004 1 Woche \| 1 \| Haiducii \| Dragostea din tei Dan Mihai Bălan \| – \| \| 16. Mai 2004 – 22. Mai 2004 1 Woche \| 1 \| Christina Stürmer \| Vorbei Hanno Bruhn \| – \| \| 23. Mai 2004 – 19. Juni 2004 4 Wochen \| 4 \| Eamon \| F**k It (I Don’t Want You Back) Jonathan Eamon Doyle, Mark Passy, Kirk S. Robinson \| – \| \| 20. Juni 2004 – 18. September 2004 13 Wochen \| 13 \| O-Zone \| Dragostea din tei Dan Mihai Bălan \| – \| \| 19. September 2004 – 13. November 2004 8 Wochen \| 8 \| Aventura \| Obsesión Anthony Santos \| – \| \| 14. November 2004 – 25. Dezember 2004 6 Wochen \| 6 \| Eric Prydz \| Call on Me Eric Sheridan Prydz, Steve Winwood, Will Jennings \| – \| \| 26. Dezember 2004 – 22. Januar 2005 4 Wochen \| 4 \| Nu Pagadi \| Sweetest Poison Musik: Lucas Hilbert, Jörn-Uwe Fahrenkrog-Petersen; Text: Lucas Hilbert, Raymond Michael Garvey, Carlo Karges \| – \| |                                          |                                          | |                           |
| ← 2003 |                                          |                                          | | → 2005 →                  |
| Zeitraum | Wo. ges.                                 | Interpret                                | Titel Autor(en) | Zusätzliche Informationen |
| (Zeitraum, Wochen auf Platz eins, Interpret, Titel, Autor[en], zusätzliche Informationen) |                                          |                                          | |                           |
| 27. November 2003 – 24. Januar 2004 8 Wochen | 8                                        | Christina Stürmer                        | Mama Ana Ahabak Musik: Alexander Kahr; Text: Robert Pfluger                                                                                                  | –                         |
| 25. Januar 2004 – 21. Februar 2004 4 Wochen | 4                                        | The Black Eyed Peas                      | Shut Up Jaime Luis Gomez, William Adams, George Pajon | –                         |
| 22. Februar 2004 – 28. Februar 2004 1 Woche (insgesamt 4) | 4                                        | Oomph!                                   | Augen auf! Musik: Maik Straatmann, Marek Vejvoda, Rene Bachmann, Thomas Döppner, Stephan Musiol; Text: Rene Bachmann, Thomas Döppner, Dero Goi, Oliver Woidt | –                         |
| 29. Februar 2004 – 6. März 2004 1 Woche | 1                                        | Verena                                   | Addiction | –                         |
| 7. März 2004 – 27. März 2004 3 Wochen (insgesamt 4) | 4                                        | Oomph!                                   | Augen auf! Musik: Maik Straatmann, Marek Vejvoda, Rene Bachmann, Thomas Döppner, Stephan Musiol; Text: Rene Bachmann, Thomas Döppner, Dero Goi, Oliver Woidt | –                         |
| 28. März 2004 – 1. Mai 2004 5 Wochen | 5                                        | Anastacia                                | Left Outside Alone Anastacia L. Newkirk, Dallas L. Austin, Glen Ballard                                                                                      | –                         |
| 2. Mai 2004 – 8. Mai 2004 1 Woche | 1                                        | Usher feat. Ludacris & Lil Jon           | Yeah! James Elbert Phillips, La Marquis Jefferson, Jonathan H. Smith, Patrick Michael Smith, Christopher Brian Bridges, Sean Garrett                         | –                         |
| 9. Mai 2004 – 15. Mai 2004 1 Woche | 1                                        | Haiducii                                 | Dragostea din tei Dan Mihai Bălan | –                         |
| 16. Mai 2004 – 22. Mai 2004 1 Woche | 1                                        | Christina Stürmer                        | Vorbei Hanno Bruhn | –                         |
| 23. Mai 2004 – 19. Juni 2004 4 Wochen | 4                                        | Eamon                                    | F**k It (I Don’t Want You Back) Jonathan Eamon Doyle, Mark Passy, Kirk S. Robinson                                                                           | –                         |
| 20. Juni 2004 – 18. September 2004 13 Wochen | 13                                       | O-Zone                                   | Dragostea din tei Dan Mihai Bălan | –                         |
| 19. September 2004 – 13. November 2004 8 Wochen | 8                                        | Aventura                                 | Obsesión Anthony Santos | –                         |
| 14. November 2004 – 25. Dezember 2004 6 Wochen | 6                                        | Eric Prydz                               | Call on Me Eric Sheridan Prydz, Steve Winwood, Will Jennings                                                                                                 | –                         |
| 26. Dezember 2004 – 22. Januar 2005 4 Wochen | 4                                        | Nu Pagadi                                | Sweetest Poison Musik: Lucas Hilbert, Jörn-Uwe Fahrenkrog-Petersen; Text: Lucas Hilbert, Raymond Michael Garvey, Carlo Karges                                | –                         |

## Alben
| ← 2003 ← | Liste der Nummer-eins-Alben in Österreich | Liste der Nummer-eins-Alben in Österreich                 | Liste der Nummer-eins-Alben in Österreich | 2005 →                    |
| \| Zeitraum \| Wo. ges. \| Interpret \| Titel \| Zusätzliche Informationen \| \| (Zeitraum, Wochen auf Platz eins, Interpret, Titel, zusätzliche Informationen) \| \| \| \| \| \| ------------------------------------------------------------------------------ \| -------- \| --------------------------------------------------------- \| ------------------------------- \| ------------------------- \| \| 30. November 2003 – 3. Januar 2004 5 Wochen \| 5 \| Kiddy Contest Kids \| Kiddy Contest Vol. 9 \| – \| \| 4. Januar 2004 – 17. Januar 2004 2 Wochen \| 2 \| Christina \| Freier Fall \| – \| \| 18. Januar 2004 – 14. Februar 2004 4 Wochen \| 4 \| Die Wiener Philharmoniker unter Leitung von Riccardo Muti \| Neujahrskonzert 2004 \| – \| \| 15. Februar 2004 – 21. Februar 2004 1 Woche \| 1 \| Evanescence \| Fallen \| – \| \| 22. Februar 2004 – 27. März 2004 5 Wochen \| 5 \| Norah Jones \| Feels like Home \| – \| \| 28. März 2004 – 10. April 2004 2 Wochen \| 2 \| Guns n’ Roses \| Greatest Hits \| – \| \| 11. April 2004 – 15. Mai 2004 5 Wochen \| 5 \| Anastacia \| Anastacia \| – \| \| 16. Mai 2004 – 29. Mai 2004 2 Wochen \| 2 \| Rainhard Fendrich \| Aufleben \| – \| \| 30. Mai 2004 – 5. Juni 2004 1 Woche \| 1 \| Alanis Morissette \| So-Called Chaos \| – \| \| 6. Juni 2004 – 12. Juni 2004 1 Woche \| 1 \| Avril Lavigne \| Under My Skin \| – \| \| 13. Juni 2004 – 19. Juni 2004 1 Woche \| 1 \| Zucchero \| Zu & Co. \| – \| \| 20. Juni 2004 – 3. Juli 2004 2 Wochen (insgesamt 7) \| 7 \| Christina Stürmer \| Soll das wirklich alles sein? \| – \| \| 4. Juli 2004 – 10. Juli 2004 1 Woche (insgesamt 2) \| 2 \| Söhne Mannheims \| Noiz \| – \| \| 11. Juli 2004 – 7. August 2004 4 Wochen (insgesamt 7) \| 7 \| Christina Stürmer \| Soll das wirklich alles sein? \| – \| \| 8. August 2004 – 14. August 2004 1 Woche \| 1 \| Nockalm Quintett \| Prinz Rosenherz \| – \| \| 15. August 2004 – 21. August 2004 1 Woche \| 1 \| Red Hot Chili Peppers \| Live in Hyde Park \| – \| \| 22. August 2004 – 18. September 2004 4 Wochen \| 4 \| Die Seer \| Über’n Berg \| – \| \| 19. September 2004 – 25. September 2004 1 Woche (insgesamt 7) \| 7 \| Christina Stürmer \| Soll das wirklich alles sein? \| – \| \| 26. September 2004 – 2. Oktober 2004 1 Woche \| 1 \| Gentleman \| Confidence \| – \| \| 3. Oktober 2004 – 9. Oktober 2004 1 Woche \| 1 \| Kastelruther Spatzen \| Berg ohne Wiederkehr \| – \| \| 10. Oktober 2004 – 16. Oktober 2004 1 Woche (insgesamt 2) \| 2 \| Rammstein \| Reise, Reise \| – \| \| 17. Oktober 2004 – 23. Oktober 2004 1 Woche \| 1 \| R.E.M. \| Around the Sun \| – \| \| 24. Oktober 2004 – 30. Oktober 2004 1 Woche (insgesamt 2) \| 2 \| Rammstein \| Reise, Reise \| – \| \| 31. Oktober 2004 – 13. November 2004 2 Wochen (insgesamt 4) \| 4 \| Robbie Williams \| Greatest Hits \| – \| \| 14. November 2004 – 4. Dezember 2004 3 Wochen (insgesamt 6) \| 6 \| Kiddy Contest Kids \| Kiddy Contest Vol. 10 \| – \| \| 5. Dezember 2004 – 11. Dezember 2004 1 Woche \| 1 \| U2 \| How to Dismantle an Atomic Bomb \| – \| \| 11. Dezember 2004 – 1. Januar 2005 3 Wochen (insgesamt 6) \| 6 \| Kiddy Contest Kids \| Kiddy Contest Vol. 10 \| – \| |                                           |                                                           |                                           |                           |
| ← 2003 |                                           |                                                           |                                           | → 2005 →                  |
| Zeitraum | Wo. ges.                                  | Interpret                                                 | Titel                                     | Zusätzliche Informationen |
| (Zeitraum, Wochen auf Platz eins, Interpret, Titel, zusätzliche Informationen) |                                           |                                                           |                                           |                           |
| 30. November 2003 – 3. Januar 2004 5 Wochen | 5                                         | Kiddy Contest Kids                                        | Kiddy Contest Vol. 9                      | –                         |
| 4. Januar 2004 – 17. Januar 2004 2 Wochen | 2                                         | Christina                                                 | Freier Fall                               | –                         |
| 18. Januar 2004 – 14. Februar 2004 4 Wochen | 4                                         | Die Wiener Philharmoniker unter Leitung von Riccardo Muti | Neujahrskonzert 2004                      | –                         |
| 15. Februar 2004 – 21. Februar 2004 1 Woche | 1                                         | Evanescence                                               | Fallen                                    | –                         |
| 22. Februar 2004 – 27. März 2004 5 Wochen | 5                                         | Norah Jones                                               | Feels like Home                           | –                         |
| 28. März 2004 – 10. April 2004 2 Wochen | 2                                         | Guns n’ Roses                                             | Greatest Hits                             | –                         |
| 11. April 2004 – 15. Mai 2004 5 Wochen | 5                                         | Anastacia                                                 | Anastacia                                 | –                         |
| 16. Mai 2004 – 29. Mai 2004 2 Wochen | 2                                         | Rainhard Fendrich                                         | Aufleben                                  | –                         |
| 30. Mai 2004 – 5. Juni 2004 1 Woche | 1                                         | Alanis Morissette                                         | So-Called Chaos                           | –                         |
| 6. Juni 2004 – 12. Juni 2004 1 Woche | 1                                         | Avril Lavigne                                             | Under My Skin                             | –                         |
| 13. Juni 2004 – 19. Juni 2004 1 Woche | 1                                         | Zucchero                                                  | Zu & Co.                                  | –                         |
| 20. Juni 2004 – 3. Juli 2004 2 Wochen (insgesamt 7) | 7                                         | Christina Stürmer                                         | Soll das wirklich alles sein?             | –                         |
| 4. Juli 2004 – 10. Juli 2004 1 Woche (insgesamt 2) | 2                                         | Söhne Mannheims                                           | Noiz                                      | –                         |
| 11. Juli 2004 – 7. August 2004 4 Wochen (insgesamt 7) | 7                                         | Christina Stürmer                                         | Soll das wirklich alles sein?             | –                         |
| 8. August 2004 – 14. August 2004 1 Woche | 1                                         | Nockalm Quintett                                          | Prinz Rosenherz                           | –                         |
| 15. August 2004 – 21. August 2004 1 Woche | 1                                         | Red Hot Chili Peppers                                     | Live in Hyde Park                         | –                         |
| 22. August 2004 – 18. September 2004 4 Wochen | 4                                         | Die Seer                                                  | Über’n Berg                               | –                         |
| 19. September 2004 – 25. September 2004 1 Woche (insgesamt 7) | 7                                         | Christina Stürmer                                         | Soll das wirklich alles sein?             | –                         |
| 26. September 2004 – 2. Oktober 2004 1 Woche | 1                                         | Gentleman                                                 | Confidence                                | –                         |
| 3. Oktober 2004 – 9. Oktober 2004 1 Woche | 1                                         | Kastelruther Spatzen                                      | Berg ohne Wiederkehr                      | –                         |
| 10. Oktober 2004 – 16. Oktober 2004 1 Woche (insgesamt 2) | 2                                         | Rammstein                                                 | Reise, Reise                              | –                         |
| 17. Oktober 2004 – 23. Oktober 2004 1 Woche | 1                                         | R.E.M.                                                    | Around the Sun                            | –                         |
| 24. Oktober 2004 – 30. Oktober 2004 1 Woche (insgesamt 2) | 2                                         | Rammstein                                                 | Reise, Reise                              | –                         |
| 31. Oktober 2004 – 13. November 2004 2 Wochen (insgesamt 4) | 4                                         | Robbie Williams                                           | Greatest Hits                             | –                         |
| 14. November 2004 – 4. Dezember 2004 3 Wochen (insgesamt 6) | 6                                         | Kiddy Contest Kids                                        | Kiddy Contest Vol. 10                     | –                         |
| 5. Dezember 2004 – 11. Dezember 2004 1 Woche | 1                                         | U2                                                        | How to Dismantle an Atomic Bomb           | –                         |
| 11. Dezember 2004 – 1. Januar 2005 3 Wochen (insgesamt 6) | 6                                         | Kiddy Contest Kids                                        | Kiddy Contest Vol. 10                     | –                         |

## Jahreshitparaden
| ← 2003 ← | Liste der Nummer-eins-Hits in Österreich | Liste der Nummer-eins-Hits in Österreich        | Liste der Nummer-eins-Hits in Österreich | 2005 →   |
| \| Singles \| Position# \| Alben \| \| ------------------------------------------------------------------------------------------------------------------------------------------------------------------- \| --------- \| ----------------------------------------------- \| \| Dragostea din tei O-Zone Dan Mihai Bălan \| 1 \| Feels like Home Norah Jones \| \| Mama Ana Ahabak Christina Stürmer Musik: Alexander Kahr; Text: Robert Pfluger \| 2 \| Anastacia \| \| Dragostea din tei Haiducii Dan Mihai Bălan \| 3 \| Kiddy Contest Vol. 10 Kiddy Contest Kids \| \| Shut Up The Black Eyed Peas Jaime Luis Gomez, William Adams, George Pajon \| 4 \| Soll das wirklich alles sein? Christina Stürmer \| \| F**k It (I Don’t Want You Back) Eamon Jonathan Eamon Doyle, Mark Passy, Kirk S. Robinson \| 5 \| Aufleben Rainhard Fendrich \| \| Augen auf! Oomph! Musik: Maik Straatmann, Marek Vejvoda, Rene Bachmann, Thomas Döppner, Stephan Musiol; Text: Rene Bachmann, Thomas Döppner, Dero Goi, Oliver Woidt \| 6 \| Greatest Hits Robbie Williams \| \| Yeah! Usher feat. Ludacris & Lil Jon James Elbert Phillips, LaMarquis Jefferson, Jonathan H. Smith, Patrick Michael Smith, Christopher Brian Bridges, Sean Garrett \| 7 \| Freier Fall Christina \| \| Behind Blue Eyes Limp Bizkit Pete Townshend \| 8 \| Noiz Söhne Mannheims \| \| Obsesión Aventura Anthony Santos \| 9 \| Zu & Co. Zucchero \| \| Left Outside Alone Anastacia Anastacia L. Newkirk, Dallas L. Austin, Glen Ballard \| 10 \| Come Away with Me Norah Jones \| |                                          |                                                 |                                          |          |
| ← 2003 |                                          |                                                 |                                          | → 2005 → |
| Singles | Position#                                | Alben                                           |                                          |          |
| Dragostea din tei O-Zone Dan Mihai Bălan | 1                                        | Feels like Home Norah Jones                     |                                          |          |
| Mama Ana Ahabak Christina Stürmer Musik: Alexander Kahr; Text: Robert Pfluger | 2                                        | Anastacia                                       |                                          |          |
| Dragostea din tei Haiducii Dan Mihai Bălan | 3                                        | Kiddy Contest Vol. 10 Kiddy Contest Kids        |                                          |          |
| Shut Up The Black Eyed Peas Jaime Luis Gomez, William Adams, George Pajon | 4                                        | Soll das wirklich alles sein? Christina Stürmer |                                          |          |
| F**k It (I Don’t Want You Back) Eamon Jonathan Eamon Doyle, Mark Passy, Kirk S. Robinson | 5                                        | Aufleben Rainhard Fendrich                      |                                          |          |
| Augen auf! Oomph! Musik: Maik Straatmann, Marek Vejvoda, Rene Bachmann, Thomas Döppner, Stephan Musiol; Text: Rene Bachmann, Thomas Döppner, Dero Goi, Oliver Woidt | 6                                        | Greatest Hits Robbie Williams                   |                                          |          |
| Yeah! Usher feat. Ludacris & Lil Jon James Elbert Phillips, LaMarquis Jefferson, Jonathan H. Smith, Patrick Michael Smith, Christopher Brian Bridges, Sean Garrett | 7                                        | Freier Fall Christina                           |                                          |          |
| Behind Blue Eyes Limp Bizkit Pete Townshend | 8                                        | Noiz Söhne Mannheims                            |                                          |          |
| Obsesión Aventura Anthony Santos | 9                                        | Zu & Co. Zucchero                               |                                          |          |
| Left Outside Alone Anastacia Anastacia L. Newkirk, Dallas L. Austin, Glen Ballard | 10                                       | Come Away with Me Norah Jones                   |                                          |          |